# Der Eigene

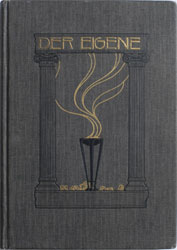
Copertina di ""Der Eigene, 1906.

Der Eigene (in italiano: Lo speciale oppure L'unico) è stata la prima rivista al mondo rivolta espressamente ad un pubblico omosessuale.
Fu fondata in Germania nell'anno 1896 da Adolf Brand e pubblicata, seppur irregolarmente, fino all'anno 1931. La rivista può aver avuto una media di circa 1500 abbonati per numero durante la sua esistenza, ma i numeri esatti sono incerti. Le prime 10 edizioni sono uscite 4 volte l'anno, in seguito a cadenza mensile, pur con qualche sporadica interruzione.

## Storia
Il titolo della rivista fu ispirato dall'opera filosofica dell'anarchico Max Stirner L'Unico e la sua proprietà; inizialmente Der Eigene si occupò, infatti, di temi anarchici e solo dopo due anni iniziò ad affrontare tematiche omosessuali. Il sottotitolo era Rivista mensile di arte e vita e intrecciava argomenti culturali, artistici e politici venendo ad occuparsi di poesia lirica, prosa, manifesti politici, nudo maschile in fotografia e disegno. Altro tema affrontato è stato quello del naturismo.
Su Der Eigene scrissero molti famosi autori tedeschi dell'epoca: oltre allo scienziato di estrema destra Benedict Friedlaender, al poeta-filosofo e scrittore di destra Hanns Heinz Ewers, a Erich Mühsam e Kurt Hiller, anche l'avvocato e medico Ernst Burchard, John Henry Mackay, Theodor Lessing, Klaus Mann e il padre Thomas Mann, Elisar von Kupffer e Erwin Bab. Brand stesso contribuì con poesie ed articoli giornalistici.
Anche vari artisti ed illustratori vennero coinvolti nel corso degli anni, tra i quali Wilhelm von Gloeden, Fidus e Sascha Schneider.
La rivista ebbe molti problemi con la censura: nel 1903 venne intentato un processo a seguito della pubblicazione della poesia Die Freundschaft, e successivamente anche a causa della pubblicazione di un poemetto scritto da Friedrich Schiller.
A partire dal 1920 si spostò politicamente fino a sostenere la democrazia liberale della Repubblica di Weimar e più in particolare il Partito Socialdemocratico di Germania.
Nel 1933, quando Adolf Hitler salì al potere, la casa di Adolf Brand è stata perquisita, gli archivi confiscati e tutti i materiali necessari per la produzione della rivista sono stati sequestrati e fatti consegnare a Ernst Röhm.

## Galleria d'immagini

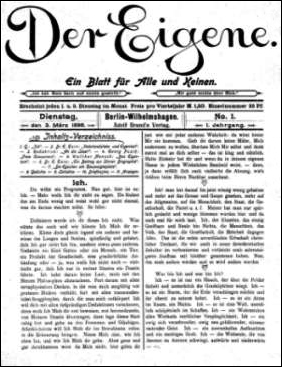
Der Eigene, vol. 1 (1896), n. 1 - Dieci numeri in questo formato. Rivista anarchica senza alcun contenuto gay.
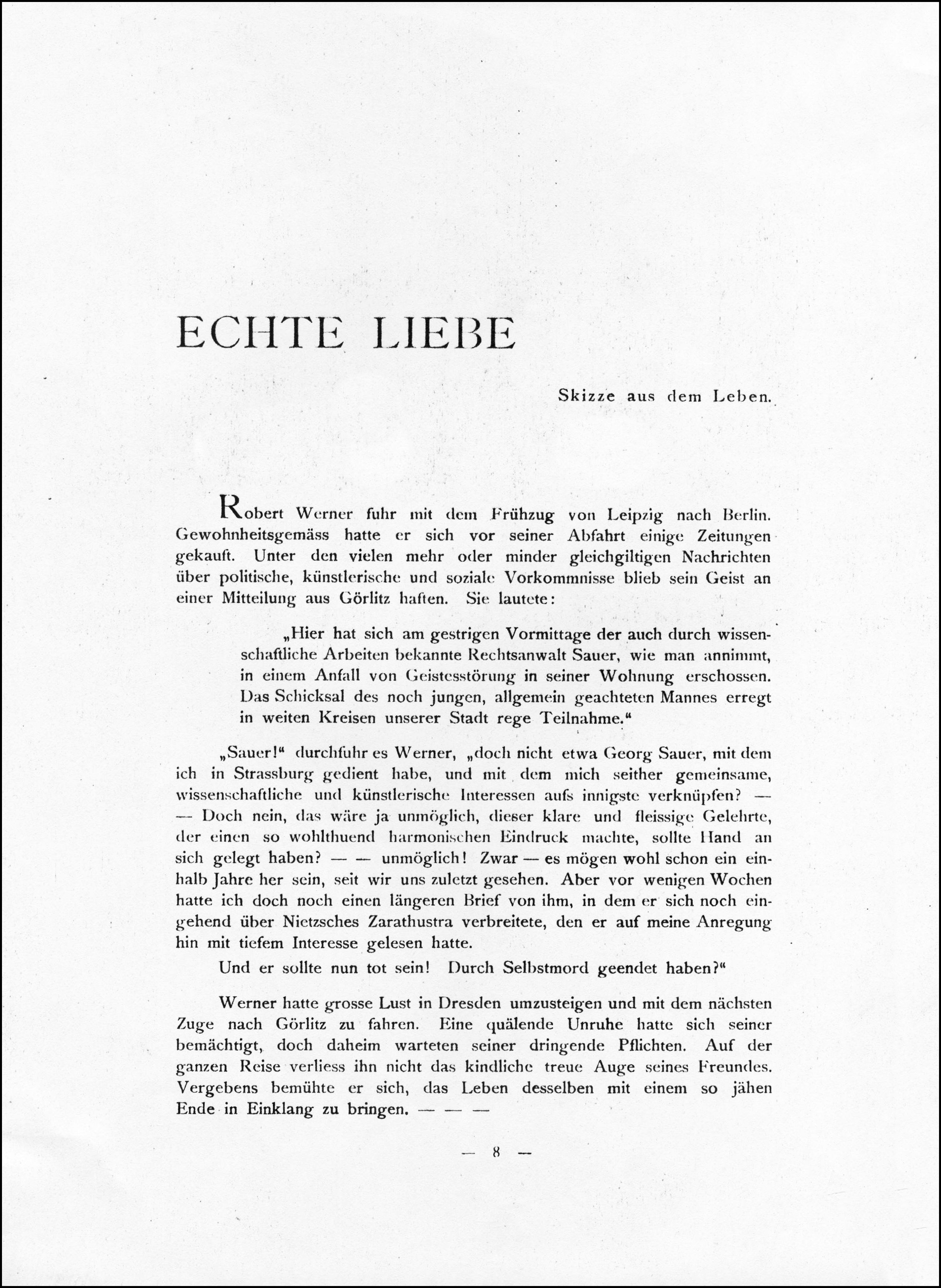
Der Eigene, vol. 2 (1898), n. 1 - Due numeri in questo formato. Qui, l'inizio di un racconto gay, il primo testo gay del periodico.
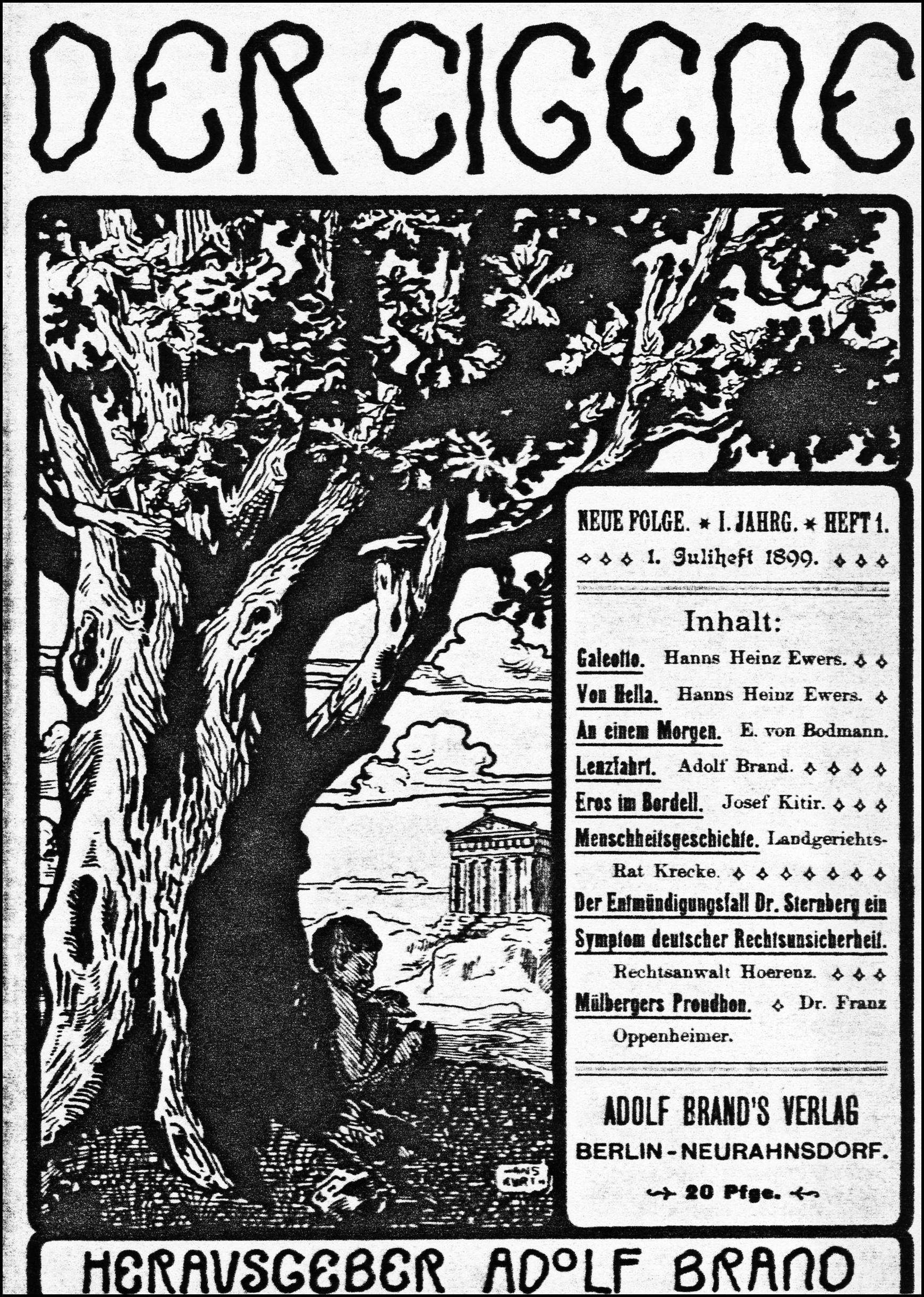
Der Eigene, "Nuova serie", vol. 1 (= vol. 3, il primo volume interamente gay) (1898), n. 1. Dieci numeri.
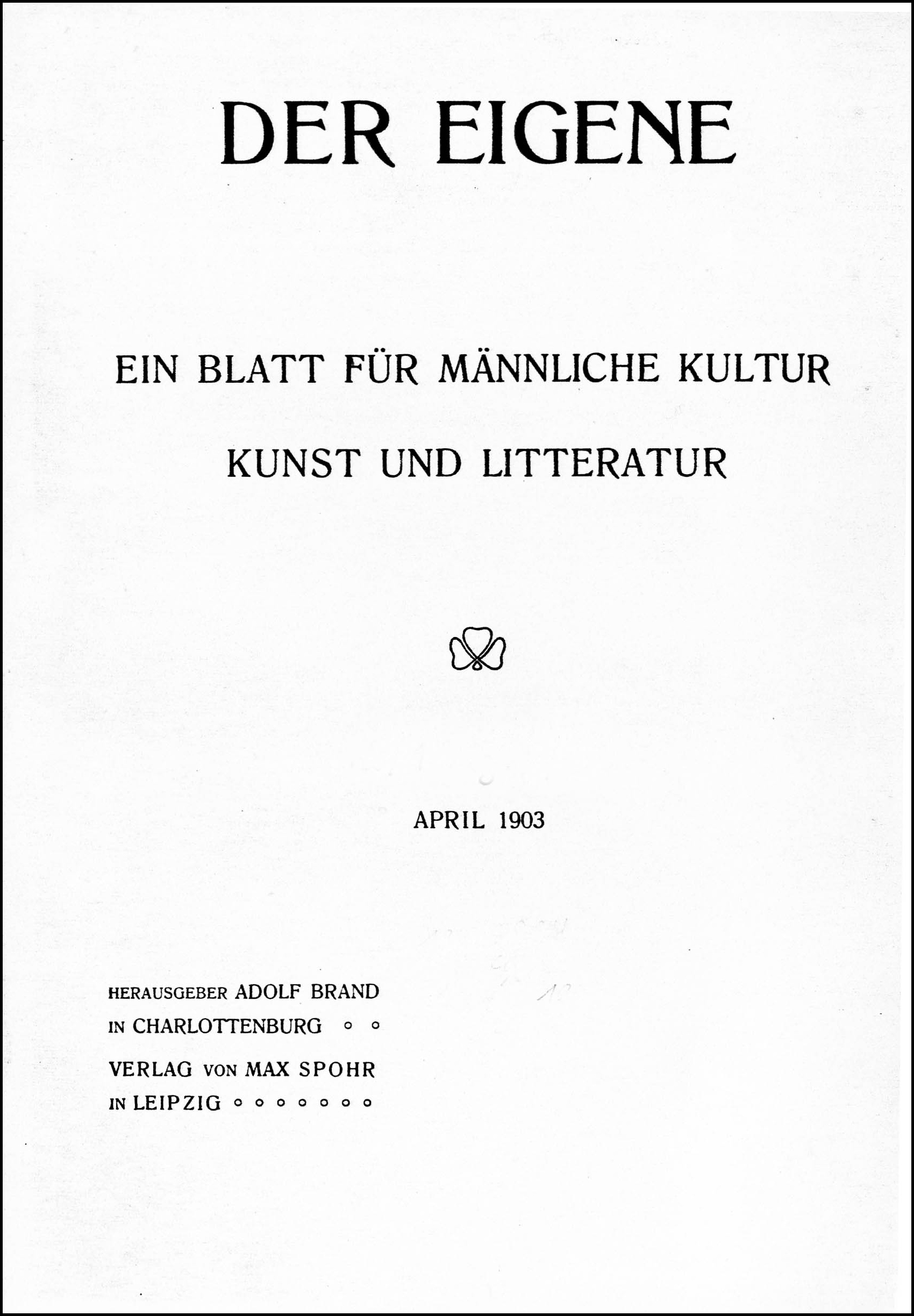
Der Eigene, vol. 4 (o "Nuova serie" vol. 2) (1903), n. 1 Sei numeri.
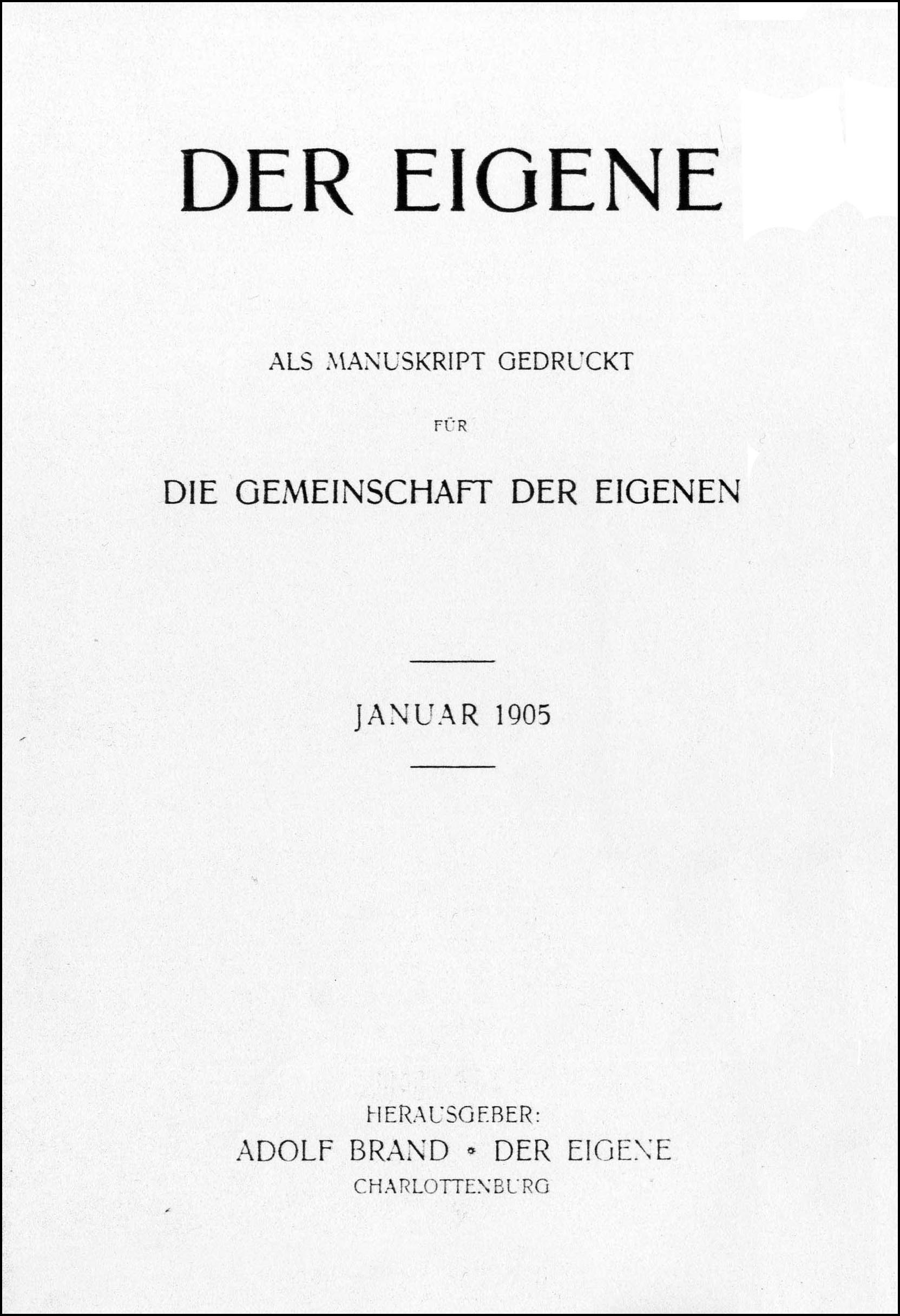
Der Eigene, vol. 5 (o "Nuova serie" vol. 3) (1905), n. 1 - Sei numeri.
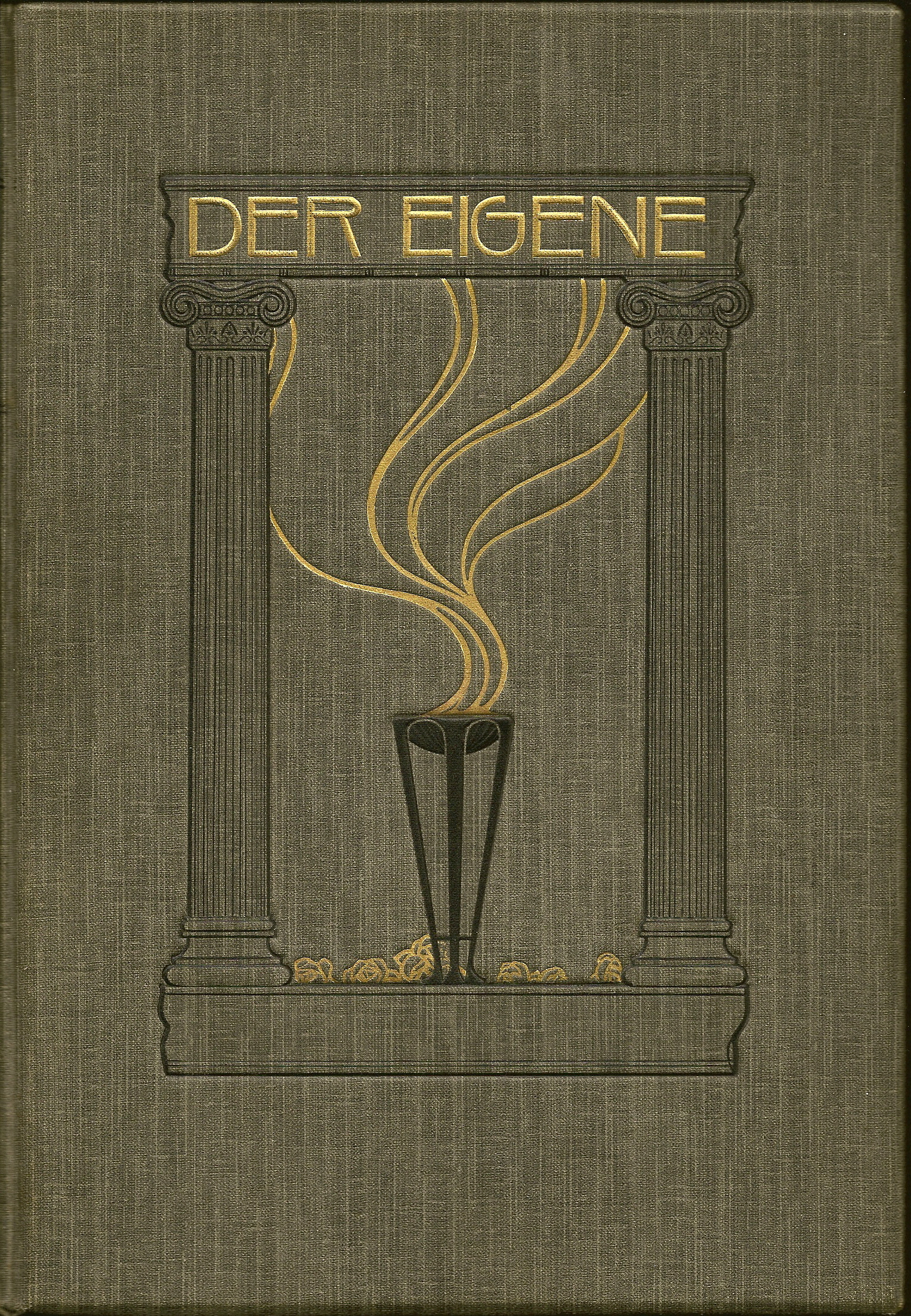
Der Eigene, vol. 6 (1906). Annuario, il solo numero rilegato.
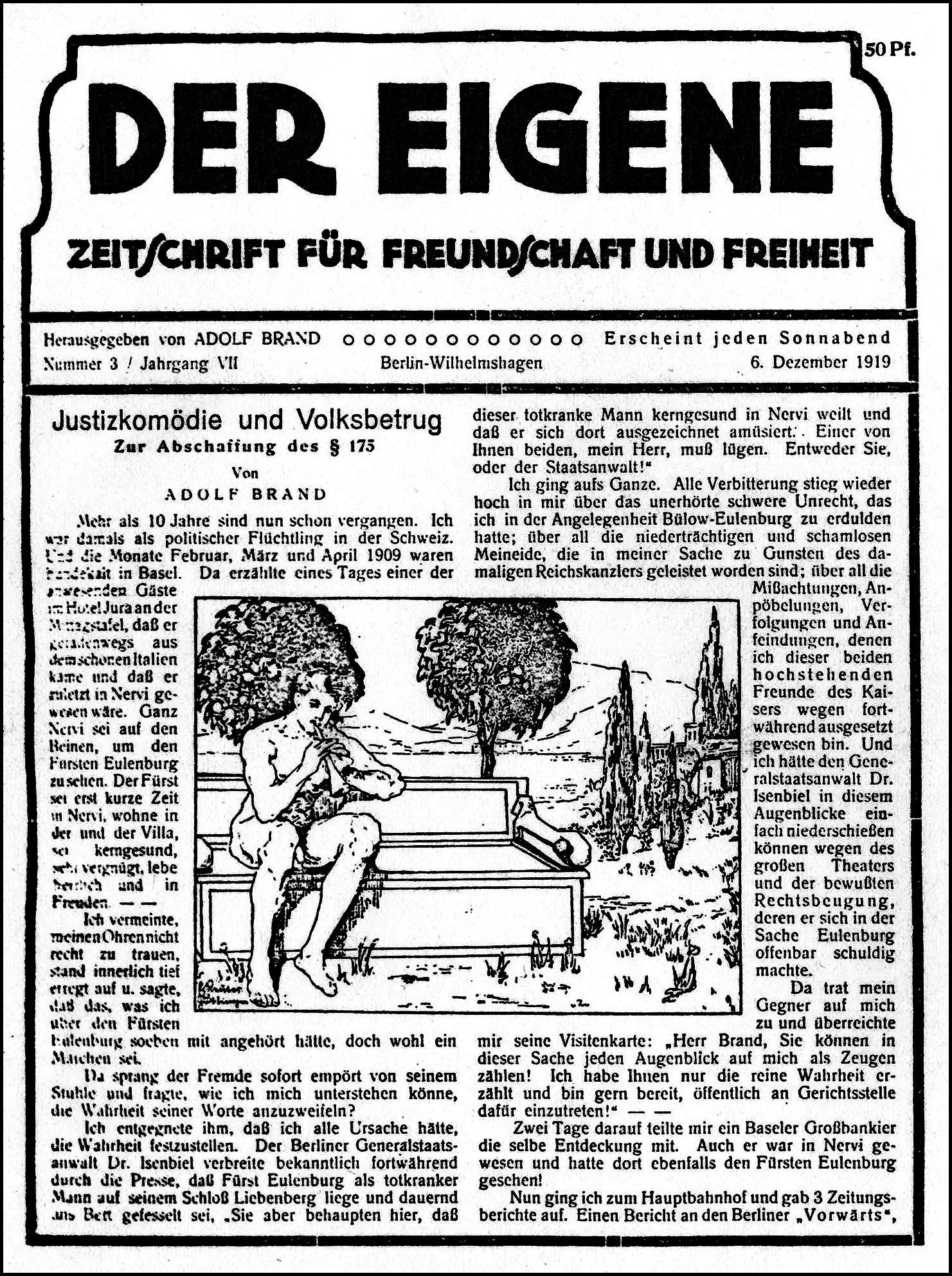
Der Eigene, vol. 7 (1919-20), n. 3. Undici numeri.
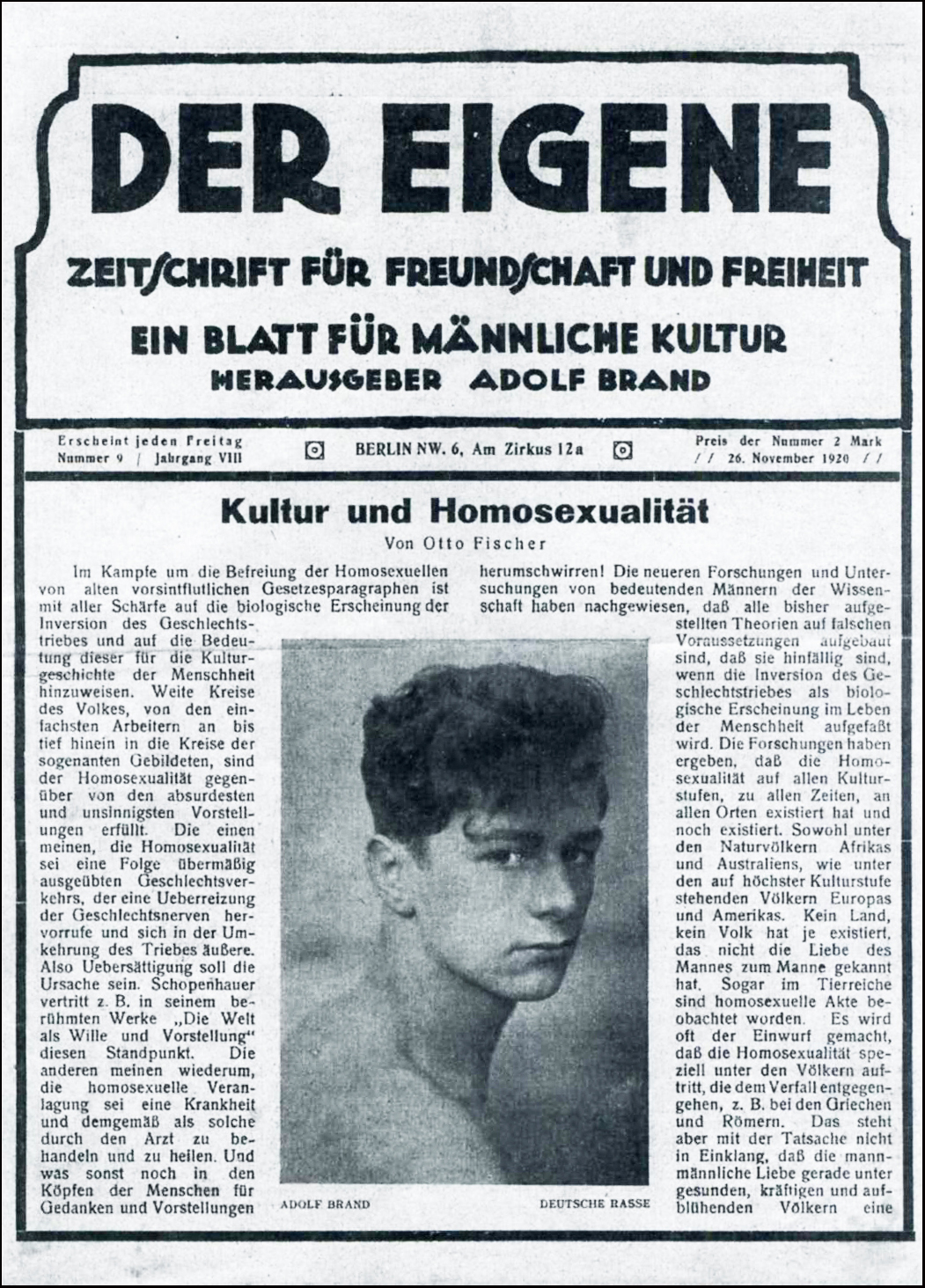
Der Eigene, vol. 8 (1920), n. 9. Quattordici numeri.
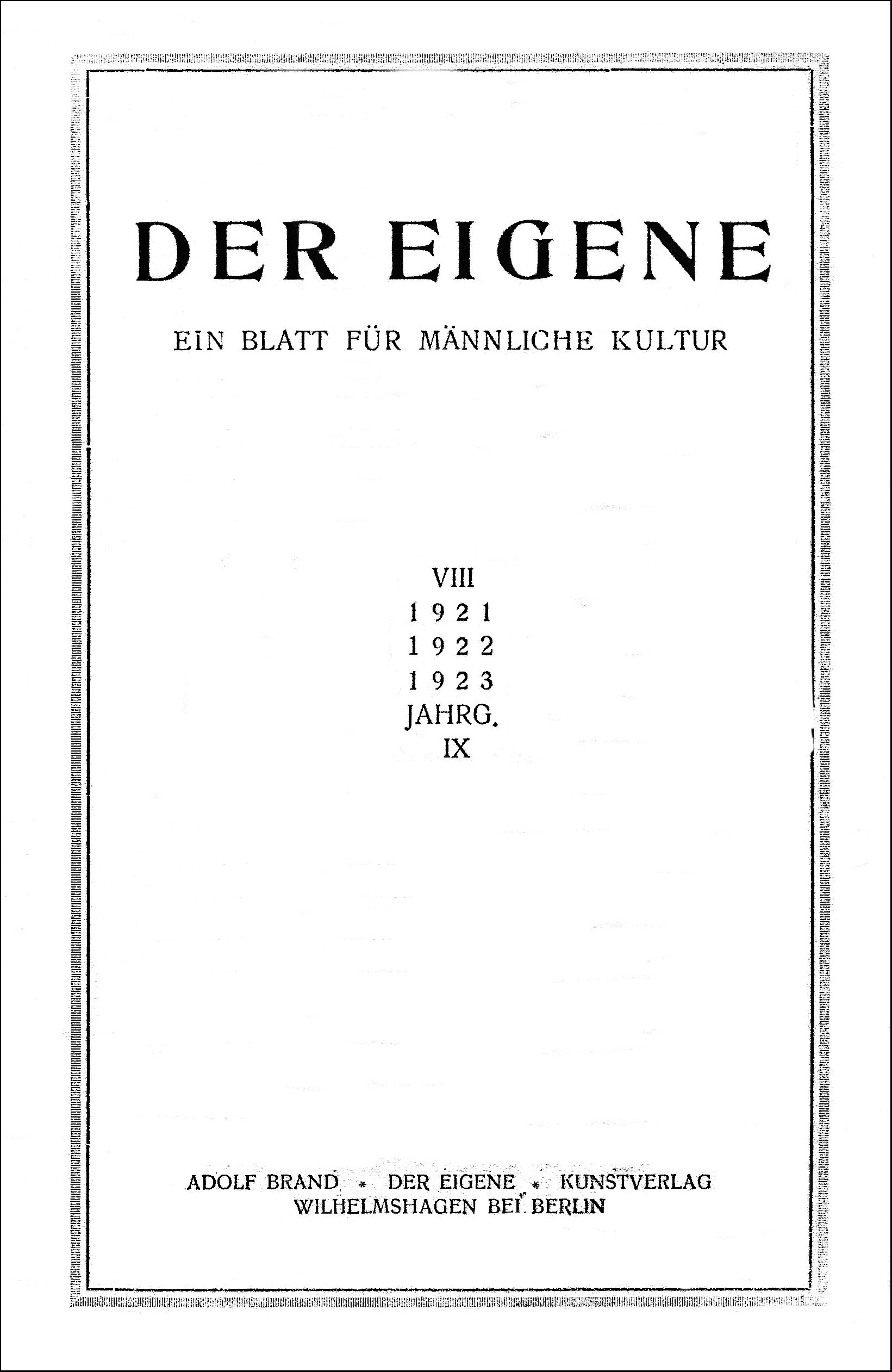
Der Eigene, vol. 9 (1921-22-23), n. 3. Sette numeri.
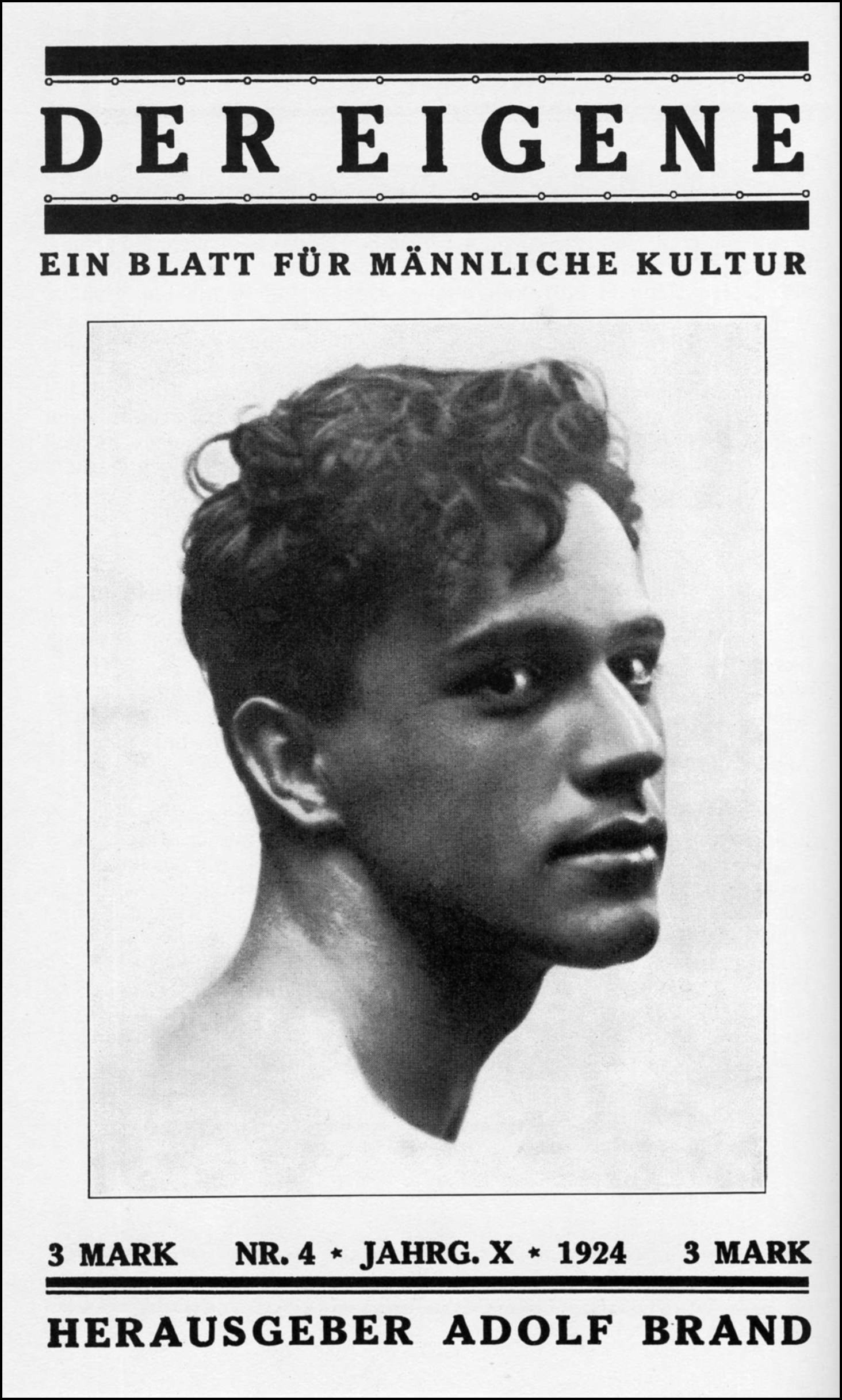
Der Eigene, vol. 10 (1924-25}, n. 4. Dodici numeri.
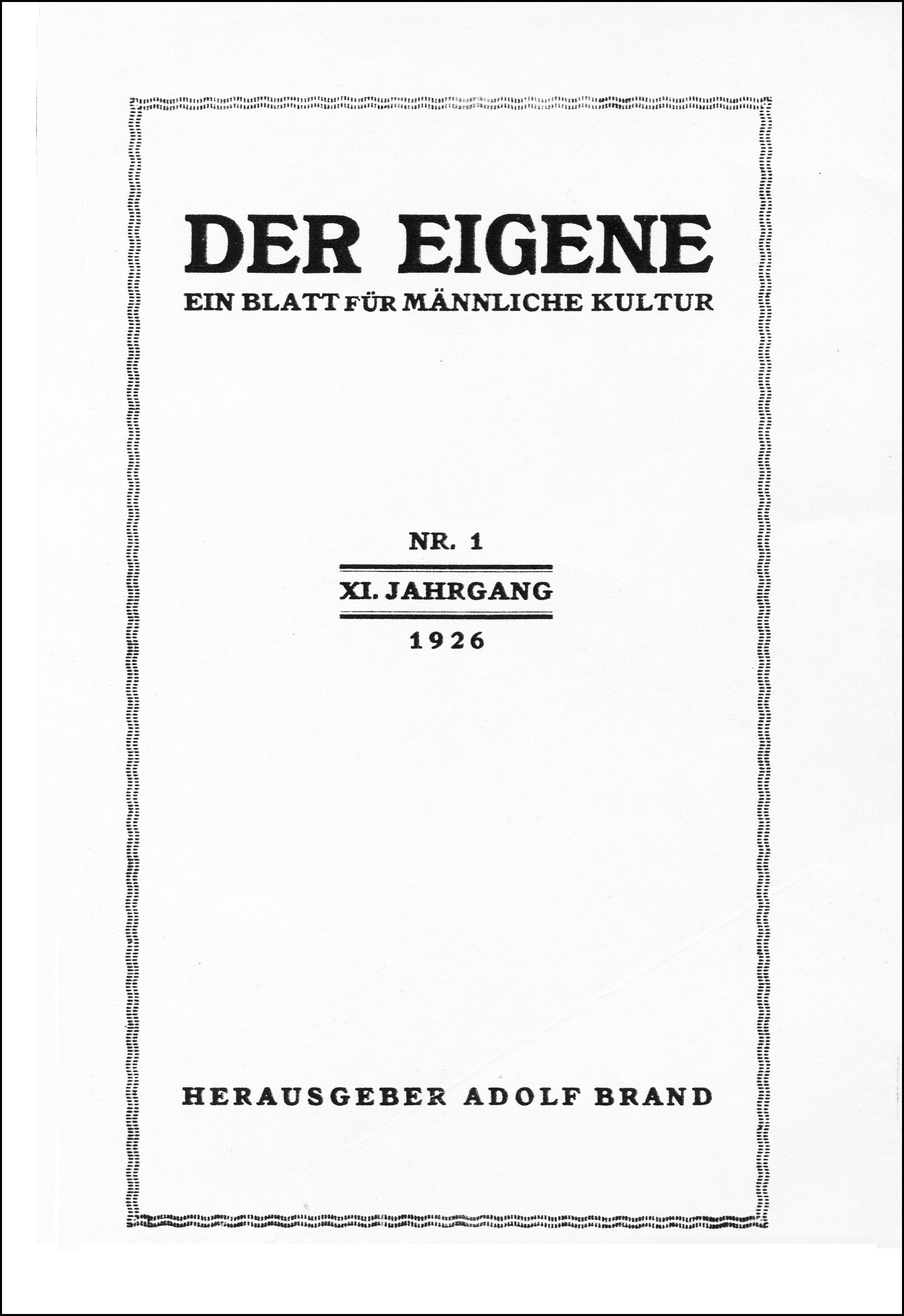
Der Eigene, vol. 11 (1926), no. 1. Dieci numeri.
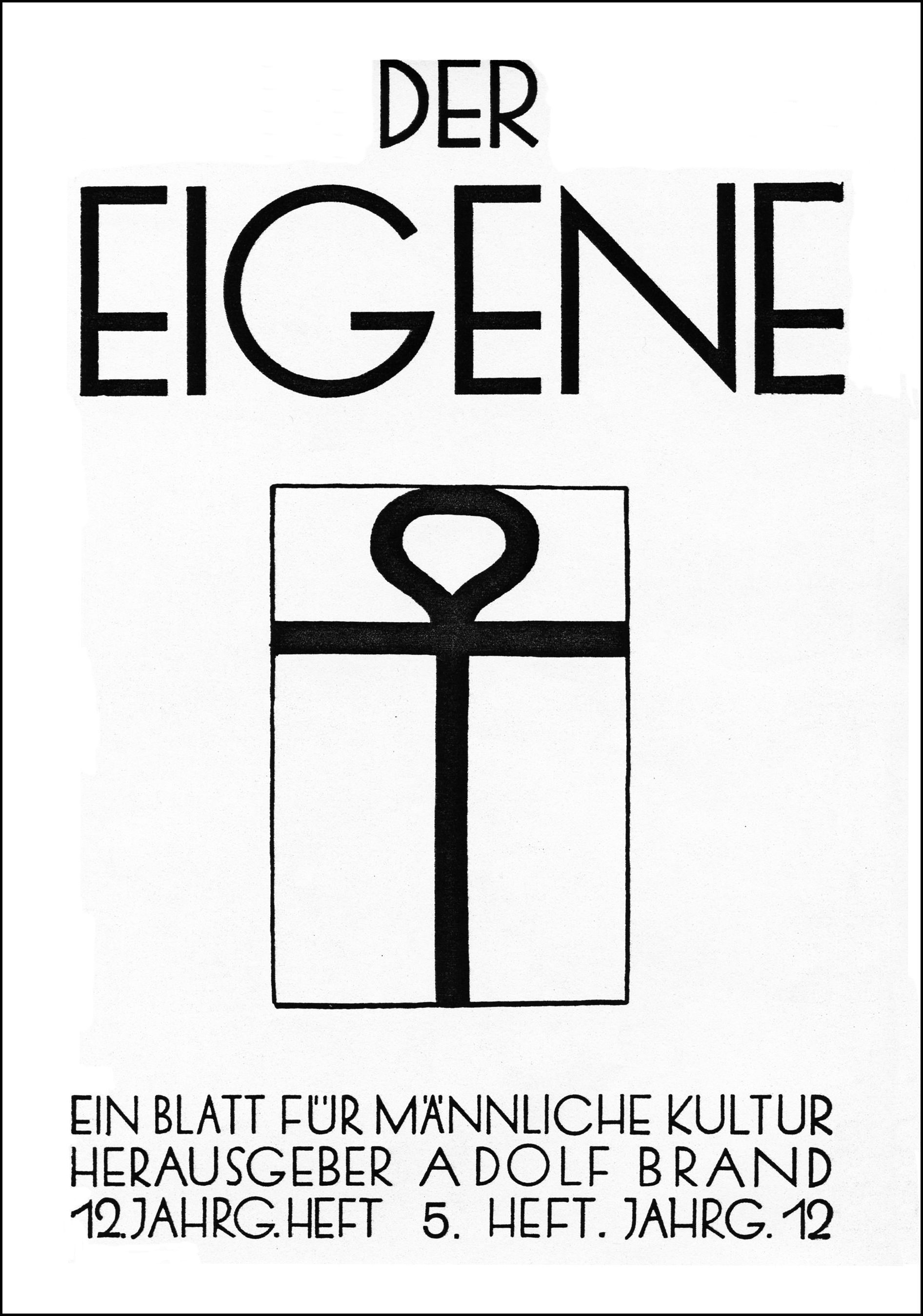
Der Eigene, vol. 12 (1929), no. 5. Cinque numeri.
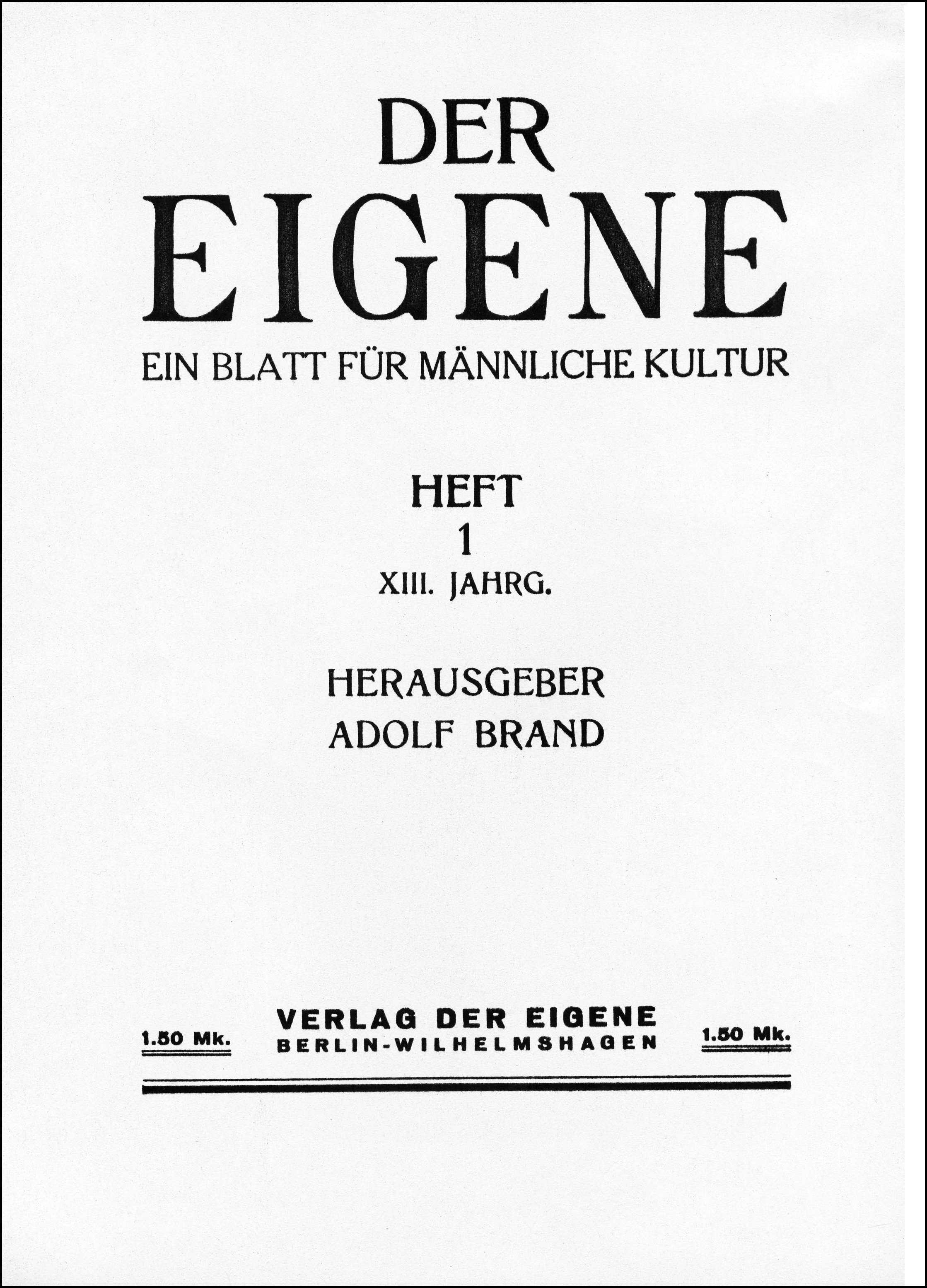
Der Eigene, vol. 13 (1930-32), no. 1. Nove numeri.